# Ich weiß, daß mein Erlöser lebt, BWV 160
Ich weiβ, daβ mein Erlöser lebt, BWV 160, és una cantata religiosa atribuïda en el passat a Johann Sebastian Bach, però que fou composta per Georg Philliph Telemann, amb text d'Erdmann Neummeister, per al dilluns de Pasqua. Fou interpretada per Bach el 21 d'abril de 1726. La localització actual en el Catàleg de Bach és Anh.III, 157.